# Пронаос
Пронаос у архитектури је предњи дио грчког храма, трем са стубовима који се налази испред наоса. 
Синоним за пронаос је портик (лат. porticus). То је улазни трем који води до врата у зграду, или наткривени пролаз са стубовима повезаним аркадама. 